# Pseudomonas protegens
Pseudomonas protegensとは、シュードモナス属のグラム陰性桿菌である。CHA0株やPf-5株などは過去にP. fluorescensとされていた。種名のprotegensの由来は、土壌の植物病原微生物から植物を「保護する」(protect)ためである。

## 特徴
多様な代謝特性を有しており、様々な植物の根から単離できる。偏性好気性菌であり、硝酸の還元活性を持たず、オキシダーゼテストに陽性である。4度から36度の温度範囲で生育する。1本から3本の鞭毛を有している。
Pf-5株の全ゲノムの配列決定が完了している。

## 生物的防除への利用
多くの植物病原菌に対して効果的な抗生物質であるピオルテオリン[ 英: pyoluteorin ]や2,4-ジアセチルフロログルシノール[ 英: 2,4-diacetylphloroglucinol（英語版） ](DAPG)を産生する。このため、植物病原微生物に対する生物的防除へのCHA0株やPf-5株などの利用が研究開発されている。
虫に対する毒性タンパク質であるFitDを産生し、経口摂取や血中のリンパ球へ注射されることにより｢｢害虫｣｣に対して毒性を示す。FitDは、Photorhabdus luminescensが産生することで知られているMcf[ 英: Makes caterpillars floppy（英語版） ]に類似している。

## 基準株
DSM 19095 

ATCC BAA-477